# Cidaris rugosa
Cidaris rugosa is een zee-egel uit de familie Cidaridae.
De wetenschappelijke naam van de soort werd in 1907 gepubliceerd door Hubert Lyman Clark.